# ADN-A

Estructura de l'A-ADN.

L'ADN-A, A-ADN o A-DNA és una de les moltes possibles estructures en doble hèlix de l'ADN. L'A-ADN es creu que junt amb el B-ADN i el Z-ADN és una de les tres conformacions biològicament actives d'ADN. Té una estructura en hèlix més curta i compacta que la més coneguda i més comuna de les conformacions que és la B-ADN.

## Geometries comparades de les tres formes més comunes d'ADN

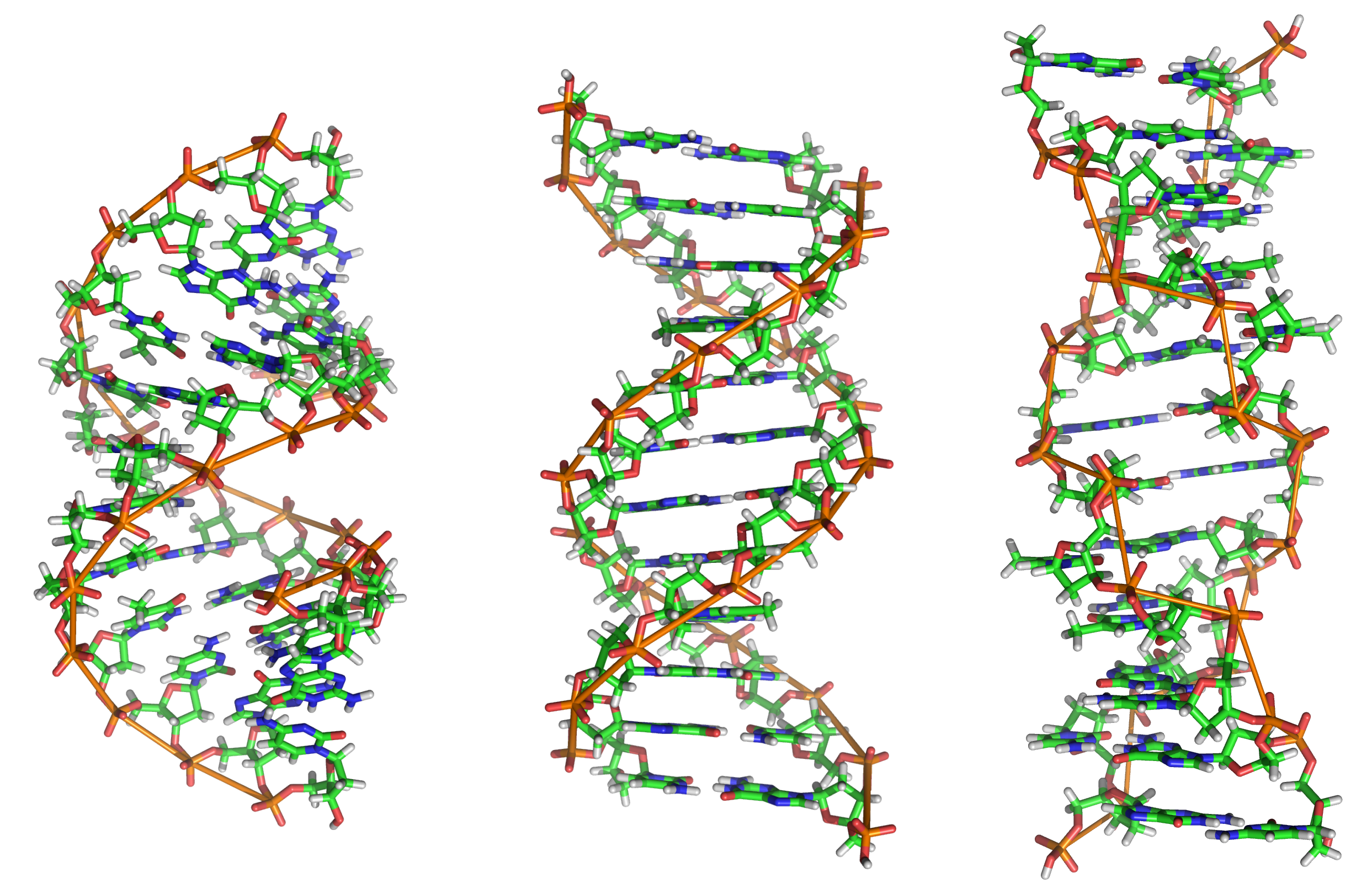
Vista lateral de les formes A-, B-, i Z-ADN.

Eix de l'hèlix de les formes A-, B-, i Z-ADN.

| Atribut geomètric:                | forma A          | forma B          | forma Z                       |
| --------------------------------- | ---------------- | ---------------- | ----------------------------- |
| Sentit de l'hèlix                 | dretà            | dretà            | esquerrà                      |
| Unitat repetida                   | 1 bp             | 1 bp             | 2 bp                          |
| Rotació/bp                        | 33.6°            | 35.9°            | 60°/2                         |
| bp mitjà/volta                    | 11               | 10.5             | 12                            |
| Inclinació de l'eix bp            | +19°             | −1.2°            | −9°                           |
| Alçament del bp al llarg de l'eix | 2.4 Å (0.24 nm)  | 3.4 Å (0.34 nm)  | 3.7 Å (0.37 nm)               |
| Alçament/volta de l'hèlix         | 24.6 Å (2.46 nm) | 33.2 Å (3.32 nm) | 45.6 Å (4.56 nm)              |
| Gir mitjà                         | +18°             | +16°             | 0°                            |
| Angle glicosil                    | anti             | anti             | pirimidina: anti, purina: syn |
| Sucre                             | C3'-endo         | C2'-endo         | C: C2'-endo, G: C2'-exo       |
| Diàmetre                          | 23 Å (2.3 nm)    | 20 Å (2.0 nm)    | 18 Å (1.8 nm)                 |